# ホタルナ妖
『ホタルナ妖』（ホタルナよう）は松本零士による漫画作品。単行本全1巻。

## 概要
講談社「コミックボンボン」にて2006年12月号から2007年12月号（休刊号）まで、途中休載を挟み全10話が連載された。
最終回にアルカディア号やクイーン・エメラルダス号、宇宙戦艦ヤマト、999号が登場したり、ビッグコミックの読切版『銀河鉄道999』にホタルナ妖が出演していたりと、松本の言う「自分の物語は時空を越えて全て繋がった一つの世界」との認識を前面に出した描写がある。
最終回発表時の作者コメントには「まだまだ旅の途中です。先をお楽しみに。」とあったが、続編は描かれることなく作者の松本が2023年2月13日に死去したため本作は絶筆となった。

## 登場人物
- ホタルナ妖
- 始
- 蛍

## 単行本
1. 2008年1月17日第1刷発売 ISBN 978-4-06-375433-9